# Fighting Myself
Fighting Myself – utwór amerykańskiego zespołu muzycznego Linkin Park, nagrywany w 2002 roku podczas sesji związanej z tworzeniem drugiego albumu studyjnego zespołu, Meteora, lecz ostatecznie nie został ukończony i nie trafił na ten album. 24 marca 2023 roku został opublikowany w sieci wraz z animowanym teledyskiem jako singel promujący specjalną edycję albumu Meteora, przygotowaną na 20. rocznicę jego wydania, zatytułowaną Meteora20 i wydaną 7 kwietnia 2023 roku.

## Geneza i opublikowanie
Utwór „Fighting Myself” był nagrywany w 2002 roku podczas sesji związanej z tworzeniem drugiego albumu studyjnego zespołu Linkin Park, Meteora, którego premiera miała miejsce 25 marca 2003 roku, jednak nie został ukończony i nie znalazł się na jego trackliście. Wypowiadając się na temat utworu Mike Shinoda, lider i multiinstrumentalista Linkin Park, twierdził, że pamiętał tylko jego instrumentalną wersję, aż podczas przeglądania starych nagrań z Meteory w celu znalezienia czegoś do ponownego wydania odkrył nagrane ścieżki wokalne do „Fighting Myself” swoje i Chestera Benningtona po tym, jak ktoś z managementu wysłał mu stary plik wokalny do tej piosenki. To, co powstało po połączeniu elementów w całość zostało określone przez Shinodę mianem „definitywnego utworu Linkin Park”.
15 lutego 2023 roku „Fighting Myself” został nieoficjalnie ujawniony i po raz pierwszy odtworzony podczas wywiadu udzielonego przez Mike’a Shinodę Howardowi Sternowi w programie radiowym The Howard Stern Show. 24 marca 2023 roku utwór trafił do sieci wraz z animowanym teledyskiem jako kolejny, po „Lost”, singel promujący specjalną edycję albumu Meteora, przygotowaną na 20. rocznicę jego wydania, zatytułowaną Meteora20 i wydaną 7 kwietnia 2023 roku. 

## Charakterystyka
„Fighting Myself” składa się z melodyjnych wokali Chestera Benningtona w refrenach i rapowanych przez Mike’a Shinodę zwrotek. Został opisany w branżowych mediach jako utwór numetalowy, ponadto odnotowano, że jest podobny do „Papercut”, jednego z singli z debiutanckiego albumu Linkin Park, Hybrid Theory.

## Teledysk
Teledysk do „Fighting Myself” jest produkcją w stylu anime, zrealizowaną przy pomocy Kaiber AI, opartego na sztucznej inteligencji narzędzia do tworzenia i obróbki filmów. Za jego reżyserię odpowiadał Jacky Lu. Ma formę wizualizacji, która rozwija się w kalejdoskopowy sposób, odsłaniając pogodne „pokolorowane wodą” krajobrazy, usiane wyłaniającymi się kamiennymi strukturami i drzewami, które wtapiają się w zachmurzone niebo.

## Notowania na listach przebojów
| Lista (2023)                                                 | Pozycja |
| ------------------------------------------------------------ | ------- |
| Austria (Ö3 Austria Top 40)                                  | 60      |
| Niemcy (Offizielle Deutsche Charts)                          | 41      |
| Niemcy (Radio No9 Charts)                                    | 9       |
| Nowa Zelandia (Recorded Music NZ)                            | 7       |
| Stany Zjednoczone (Bubbling Under Hot 100 (Billboard))       | 22      |
| Stany Zjednoczone (Digital Song Sales (Billboard))           | 9       |
| Stany Zjednoczone (Hot Rock & Alternative Songs (Billboard)) | 14      |
| Szwajcaria (Singles Top 100)                                 | 72      |
| Świat (Billboard Global 200 (Billboard))                     | 168     |
| Węgry (Single Top 40 slágerlista)                            | 31      |
| Wielka Brytania (UK Singles Chart)                           | 81      |

| Lista (2023)                          | Pozycja |
| ------------------------------------- | ------- |
| Niemcy (Radio No9 Charts)             | 86      |
| USA (Hot Hard Rock Songs (Billboard)) | 13      |